# (237) Coelestina
(237) Coelestina és un asteroide pertanyent al cinturó d'asteroides descobert el 27 de juny de 1884 per Johann Palisa des de l'observatori de Viena, Àustria.
Està nomenat en honor de Coelestina Mautner Markhof, esposa de l'astrònom austríac Theodor von Oppolzer.